# Röd ekkremla
Röd ekkremla (Russula pseudointegra) är en svampart som beskrevs av Arnould & Goris 1907. Röd ekkremla ingår i släktet kremlor och familjen kremlor och riskor.  Arten är reproducerande i Sverige. Inga underarter finns listade i Catalogue of Life.

## Källor

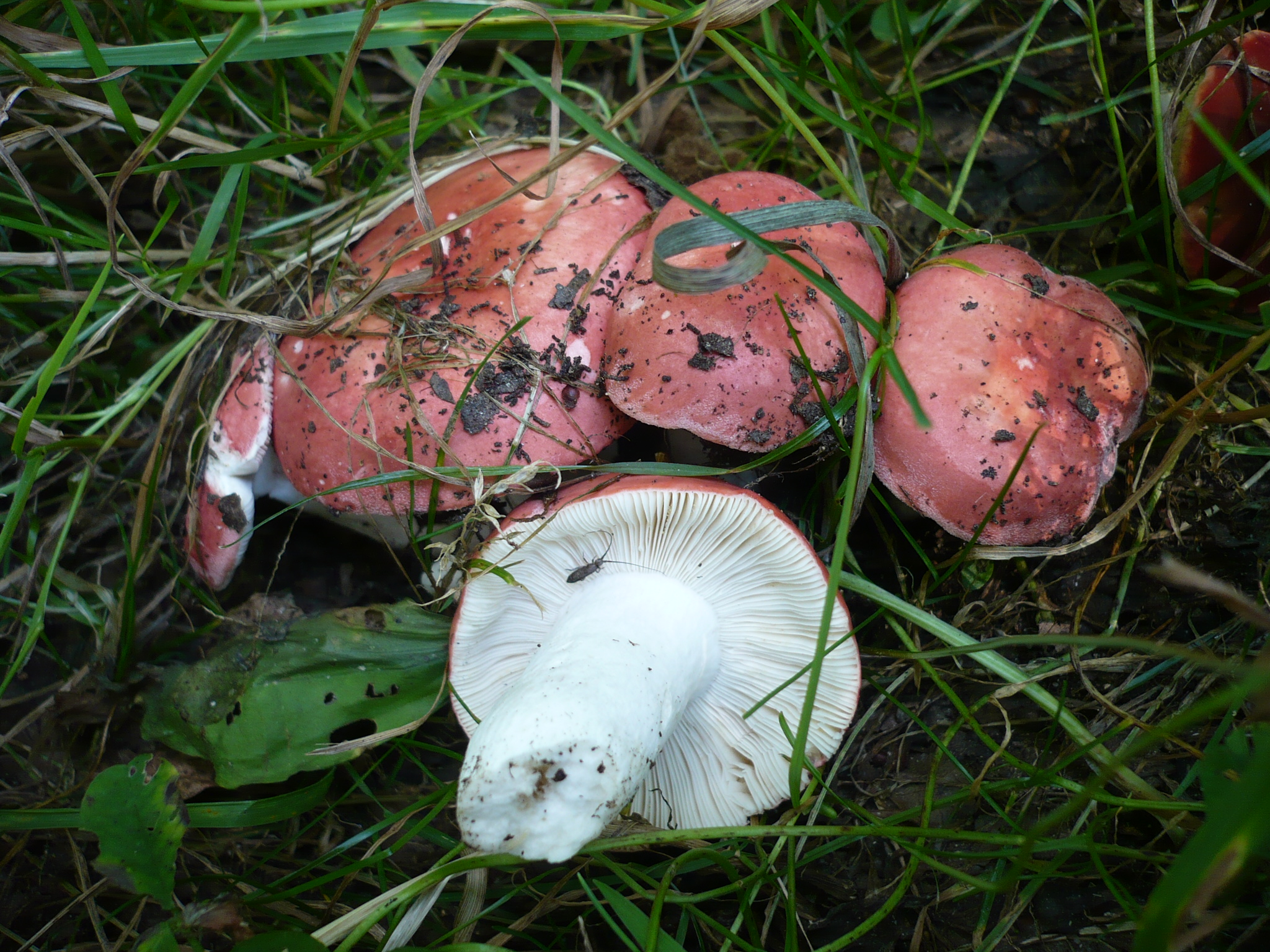
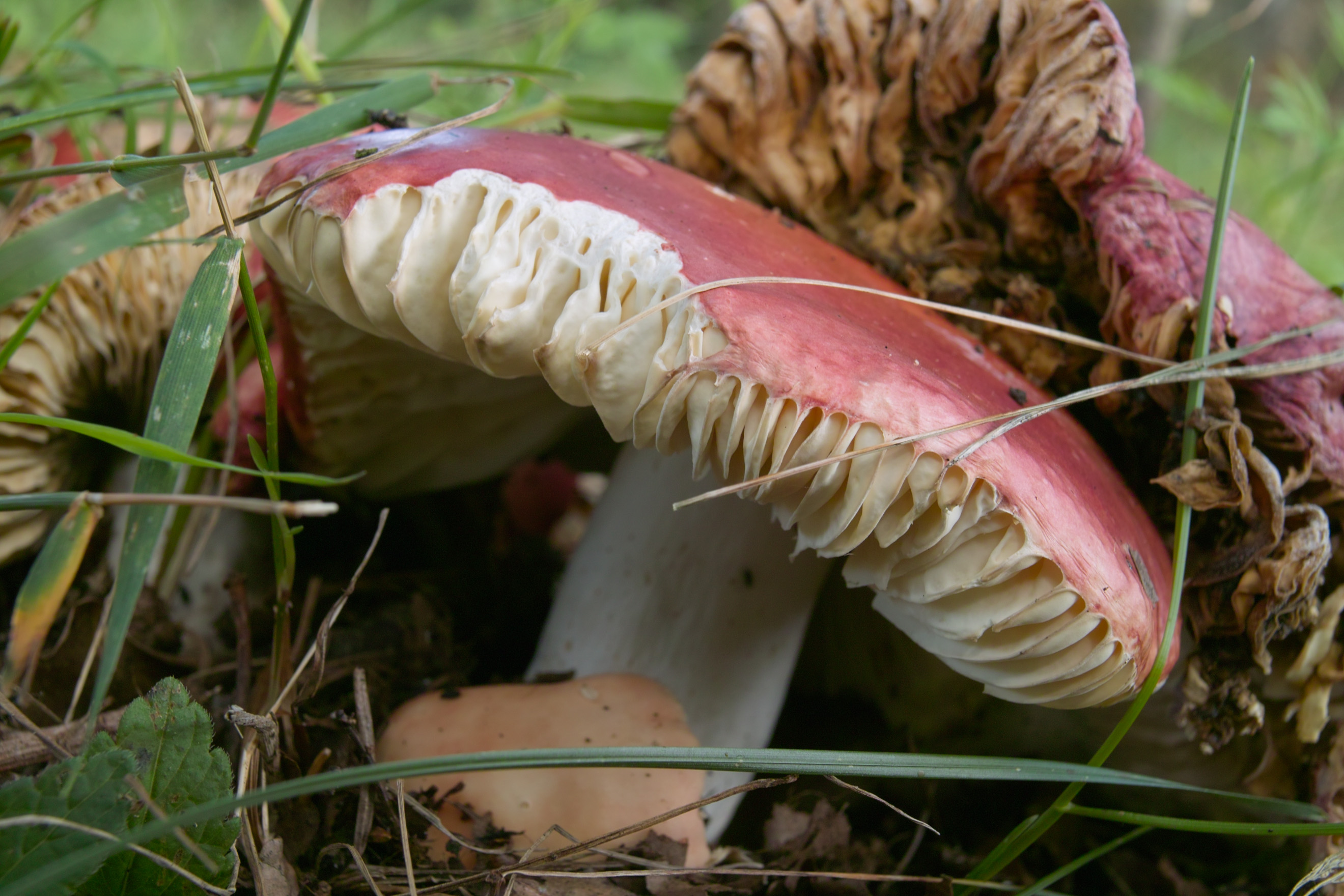
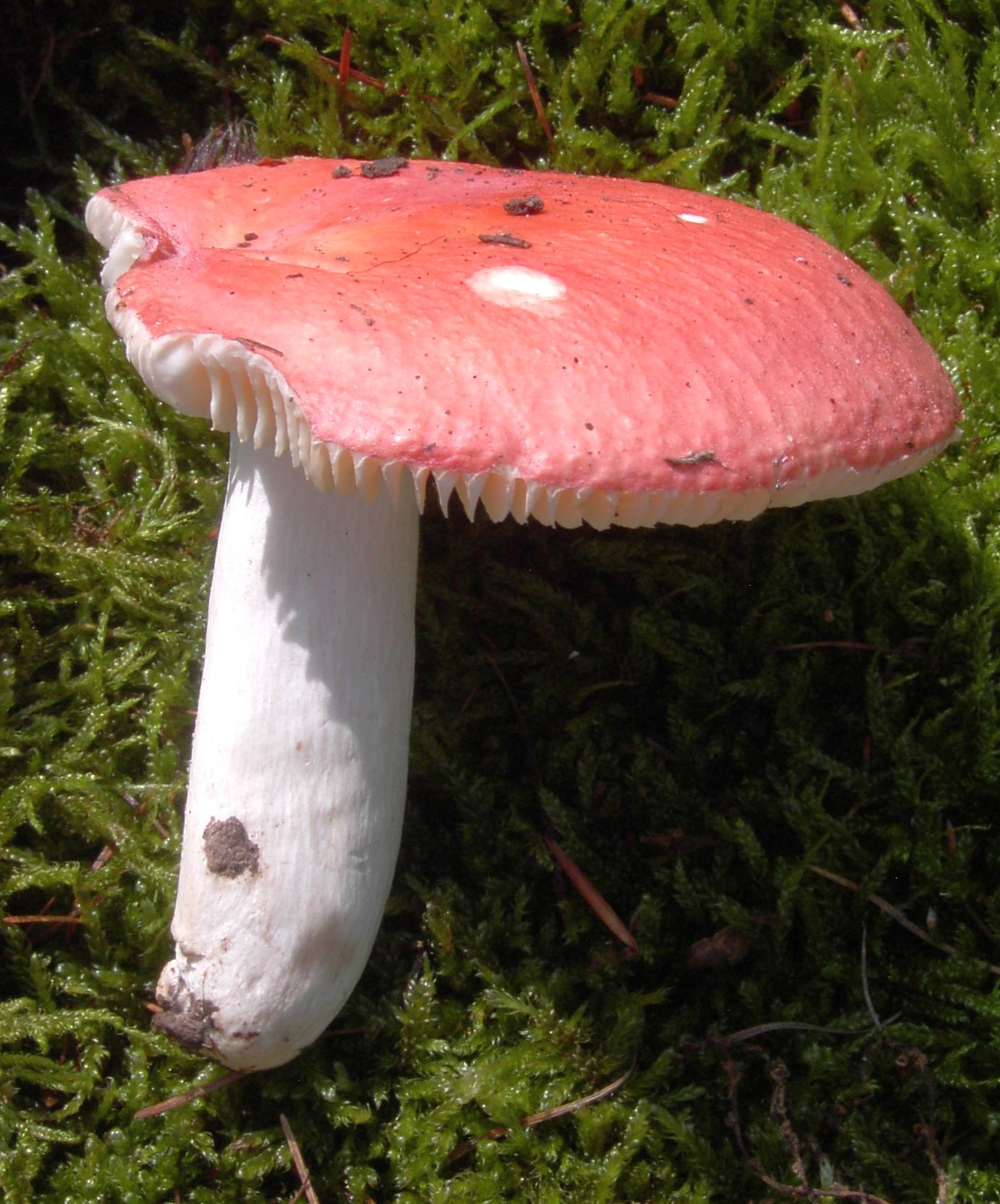
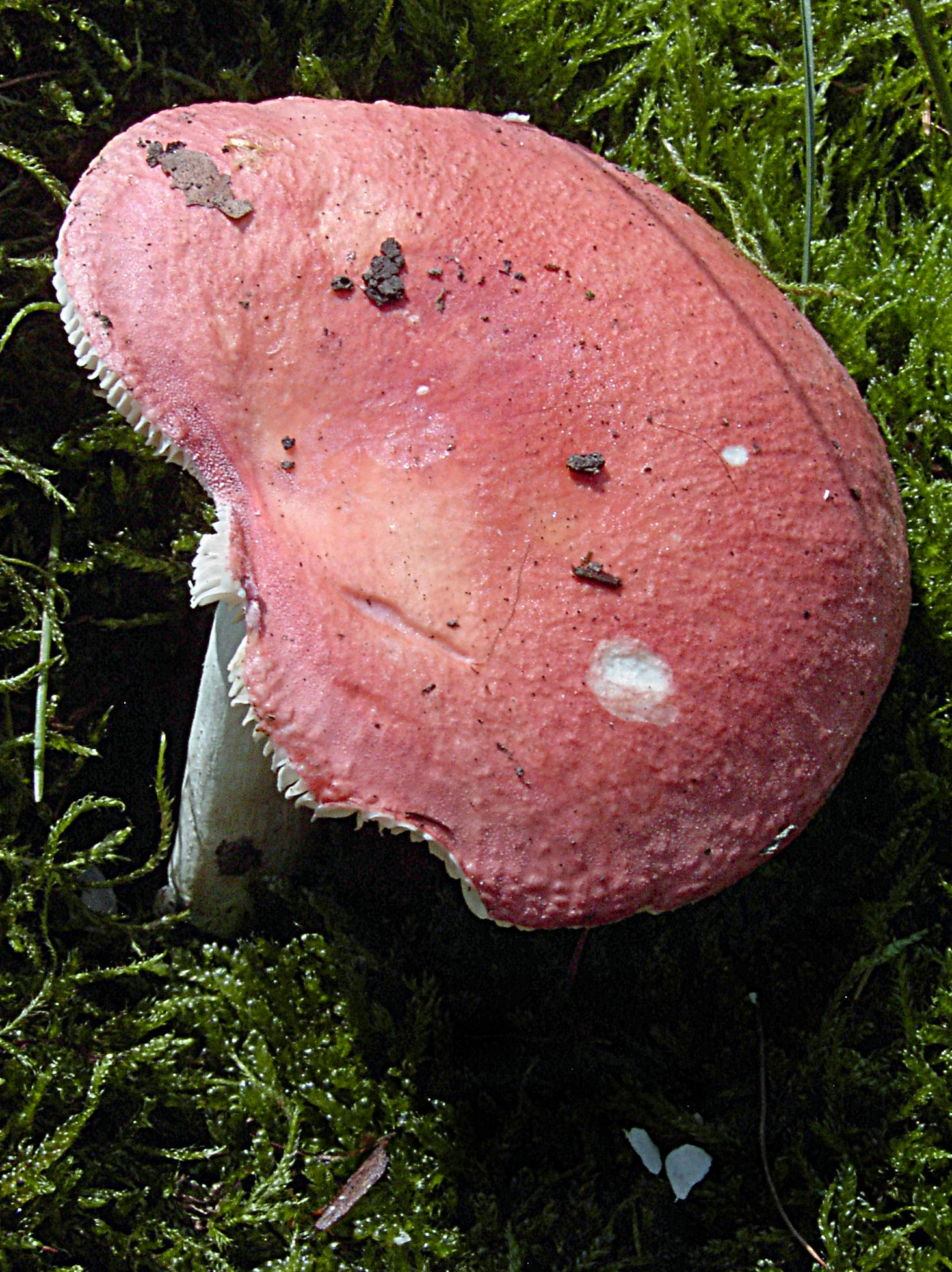
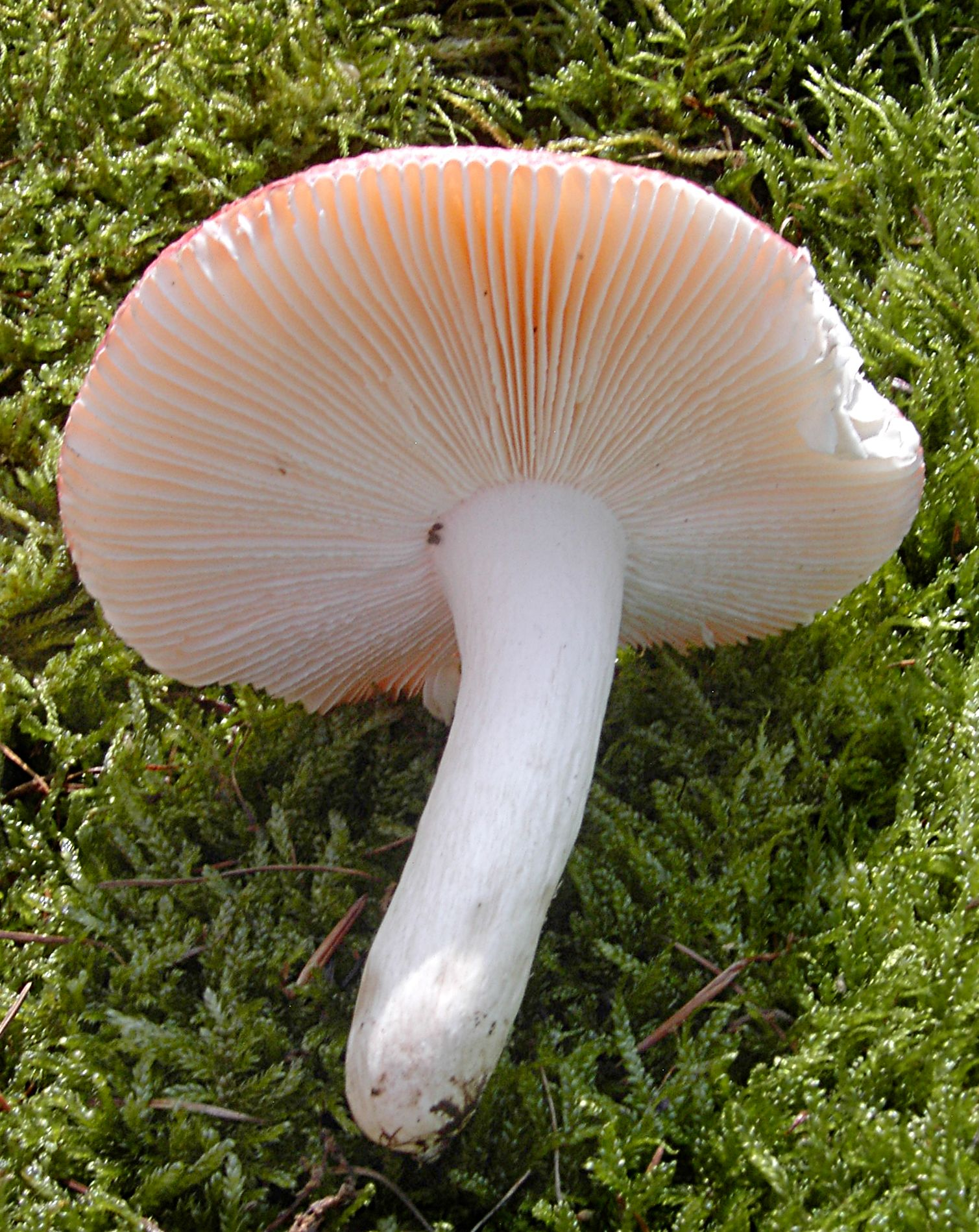